# Frederick Robert St John
Sir Frederick Robert St John KCMG (* 2. März 1831; † 27. Februar 1923) war ein britischer Diplomat.

## Leben
Frederick Robert St John war der vierte Sohn von Selina Charlotte Keatinge und George St John, 3. Viscount Bolingbroke.
St John studierte am Cheltenham College. 1855 trat er in den auswärtigen Dienst ein.
Er war Attaché in Florenz und 1861 in Stuttgart.
1862 bis 1863 war er Botschaftssekretär in Peking.
Von 1868 bis 1872 war er an der Botschaft in Wien.
Ab 1872 war Frederick Robert St John Botschaftssekretär in Buenos Aires.
Ab 1877 war Frederick Robert St John Botschaftssekretär in Rio de Janeiro.
Ab 1879 war Frederick Robert St John Botschaftssekretär in Konstantinopel.
Am 12. Februar 1881 wurde er zum Gesandten in Zentralamerika ernannt. Er war nacheinander britischer Gesandter in Kolumbien (1884), Venezuela (1884–1887), Serbien (1888–1893) und in der Schweiz (1893–1901). Am 18. April 1882 heiratete er Isabella Annie Fitzmaurice.
Sie hatten drei Töchter und drei Söhne. Oliver Peter St John (* 1938) ist der Enkel aus dieser Ehe.
1901 wurde Frederick Robert St John in den Ruhestand versetzt und Knight Commander im Order of St. Michael and St. George.